# Ośrodek harcerski w Parku Śląskim

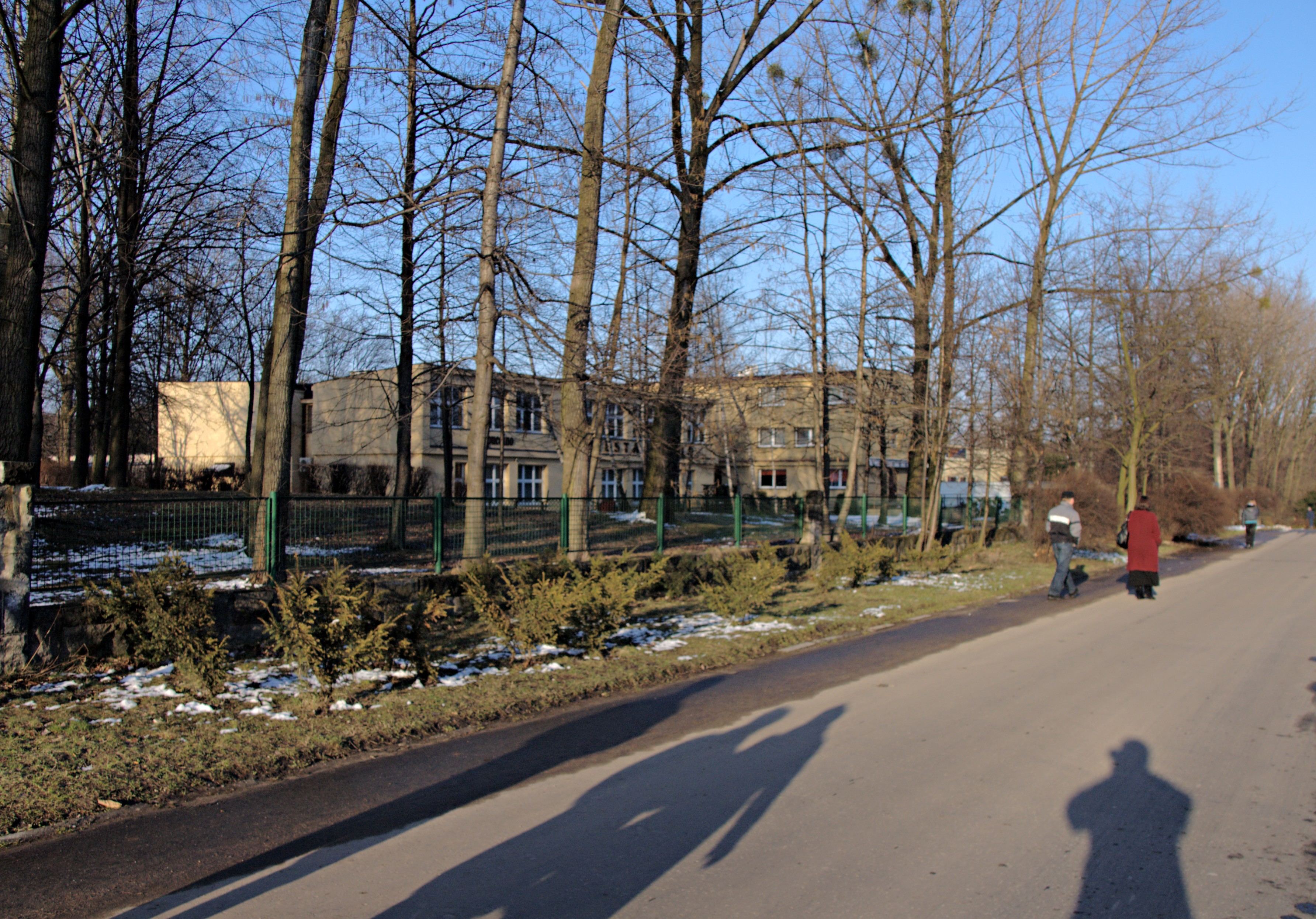
Ośrodek harcerski w Parku Śląskim

Ośrodek harcerski w Parku Śląskim jest położony w Chorzowie nieopodal Stadionu Śląskiego, historycznie jest miejscem związanym z Parkiem Śląskim i położonym w jego historycznych granicach. Od roku 1963 był administrowany przez Śląską Chorągiew Związku Harcerstwa Polskiego, a w roku 2014 (na mocy uchwały Sejmiku Województwa Śląskiego) został jej przekazany jako własność.
Dzisiaj to odrębna jednostka, prowadząca na własnym terenie, samodzielną administrację. Miejsce, w którym często zatrzymują się osoby odwiedzające później Park Śląski i jego atrakcje. W ośrodku odbywają się harcerskie imprezy i szkolenia. Ponadto działa tam hotel turystyczny Skaut i ogólnodostępna strzelnica. Ośrodek znajduje się na Alei Harcerskiej 3, 41-500 Chorzów.

## Historia
Inicjatorem powstania obiektu, była Katowicka Chorągiew Związku Harcerstwa Polskiego, która wystąpiła do Wojewódzkiej Rady Narodowej o wybudowanie na terenie Wojewódzkiego Parku Kultury i Wypoczynku Ośrodka Harcerskiego. Stosowną uchwałę podjęto szybko. Był 1958 rok. Sześć lat później, 20 marca 1964 roku, nowy obiekt został uroczyście otwarty. Powierzchnia wynosi 6,5 hektara, a wcześniej ponad dwa razy tyle. Powstanie ośrodka, to również spora zasługa generała Jerzego Ziętka, który uważał, że to miejsce harcerzom po prostu się należy. Ziętek był zresztą przewodniczącym Śląskiej Rady Przyjaciół Harcerstwa, a sam ofiarował na rzecz ośrodka kilka osobistych rzeczy. Są wśród nich monety i ślubna obrączka. Te przedmioty przekazał na tzw. czarną godzinę. Ośrodek ma je w depozycie, nie zamierzają się ich pozbywać – zapewnia harcmistrz Andrzej Lichota, dyrektor Ośrodka Harcerskiego i Komendy Śląskiej Chorągwi ZHP. Ośrodek nosi imię generała, a na terenie kompleksu znajduje się jego popiersie. Kolejne obiekty w ośrodku powstawały do końca lat 60. Zapotrzebowanie na działalność harcerską było wówczas ogromne. Kompleks ożywał szczególnie podczas sławetnych Międzynarodowych Akcji Letnich, w których udział brała młodzież z całego bloku państw ludowo-demokratycznych, przyjeżdżali Kubańczycy, Koreańczycy, obywatele Związku Radzieckiego. Organizowano w nim również liczne obozy i zbiórki krajowe. Najistotniejszą rolą było jednak szkolenie kadr. Ośrodek był też pewnego rodzaju awangardą, miejscem, w którym dzieci i młodzież mogły robić rzeczy nieosiągalne nigdzie indziej – wspomina Lichota i przyznaje, że kiedyś warunki do prowadzenia działalności harcerskiej były dużo lepsze. To tu młodzi ludzie ze Śląska mieli pierwszy kontakt z komputerami. Działał tu bowiem klub „Informik”, ze wspaniałą pracownią komputerową. To tutaj funkcjonowało prowadzone przez śląskie uczelnie Młodzieżowe Towarzystwo Naukowe, a także działała pracownia fotograficzna, gdzie uczono wykonywania i wywoływania zdjęć. Był też Śląski Krąg Medyczny.